# Polygonanthus
Polygonanthus é um género botânico pertencente à família Anisophylleaceae.